# Irina Karavajeva
Irina Karavajeva (ryska: Ирина Владимировна Караваева), född den 18 maj 1975 i Krasnodar, Ryssland, är en rysk gymnast.
Hon tog OS-guld i trampolin i samband med de olympiska gymnastiktävlingarna 2000 i Sydney.